# Stevard (letecká doprava)

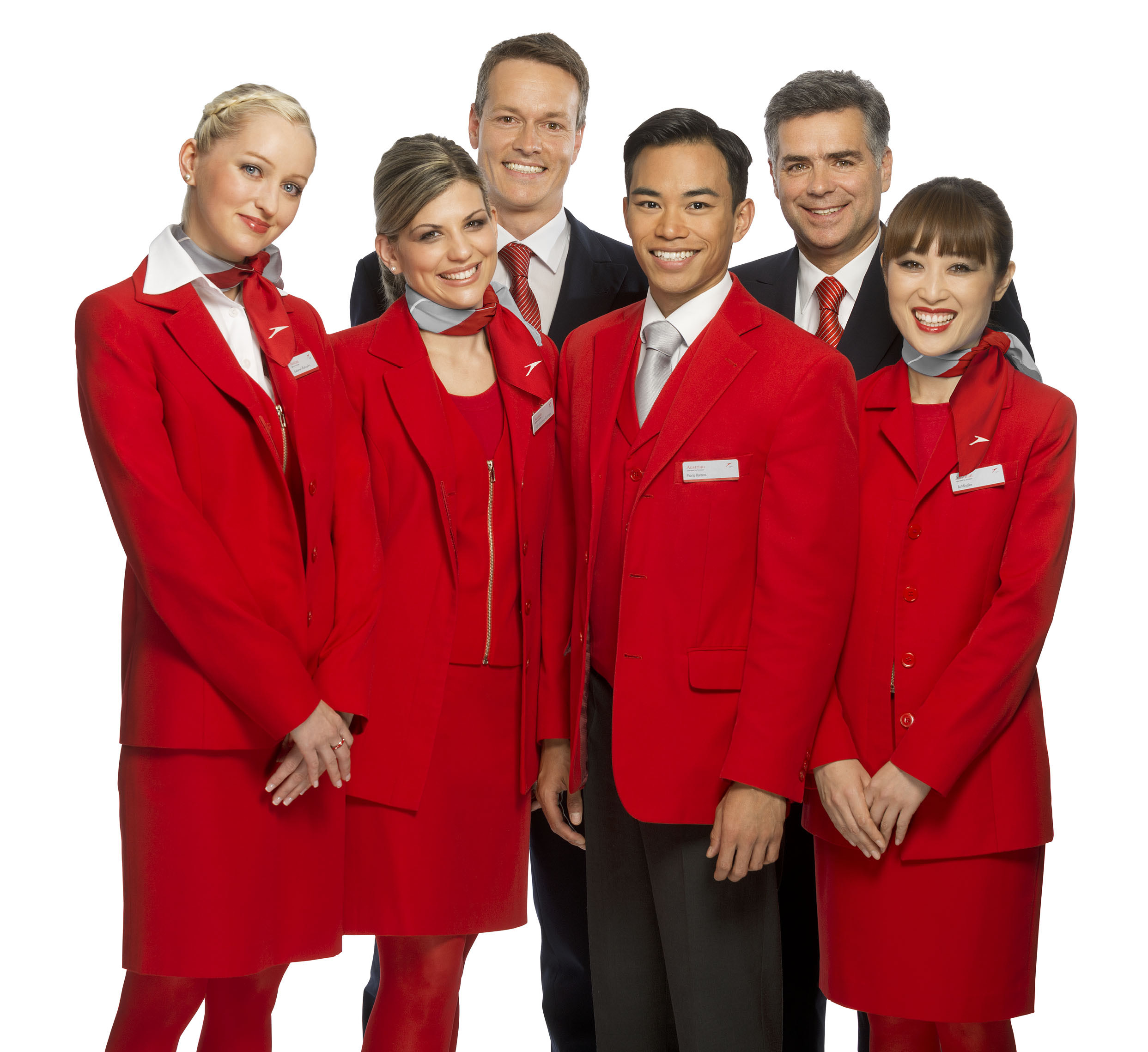
Palubní tým Austrian Airlines

Stevard (též letuška, stevardka, odborně palubní průvodčí) je zaměstnanec služeb pracující převážně na palubě letadla.

## Pracovní náplň
Prvotní účel palubních průvodčí na palubě letadla je starat se o bezpečnost cestujících. Dle předpisů JAA je určen jeden palubní průvodčí na padesát cestujících (PAX). Další činností na palubě může být starat se o tzv. palubní servis (rozdávání nápojů, jídla), skyshop (prodej zboží na palubě) a další…
Pracovní náplň na zemi – pohotovost. Jedná se o časový úsek při kterém je palubní průvodčí vázán na administrační centrum společnosti a může být použit jako náhrada za chybějícího kolegu/kolegyni.

## Požadavky na palubní průvodčí

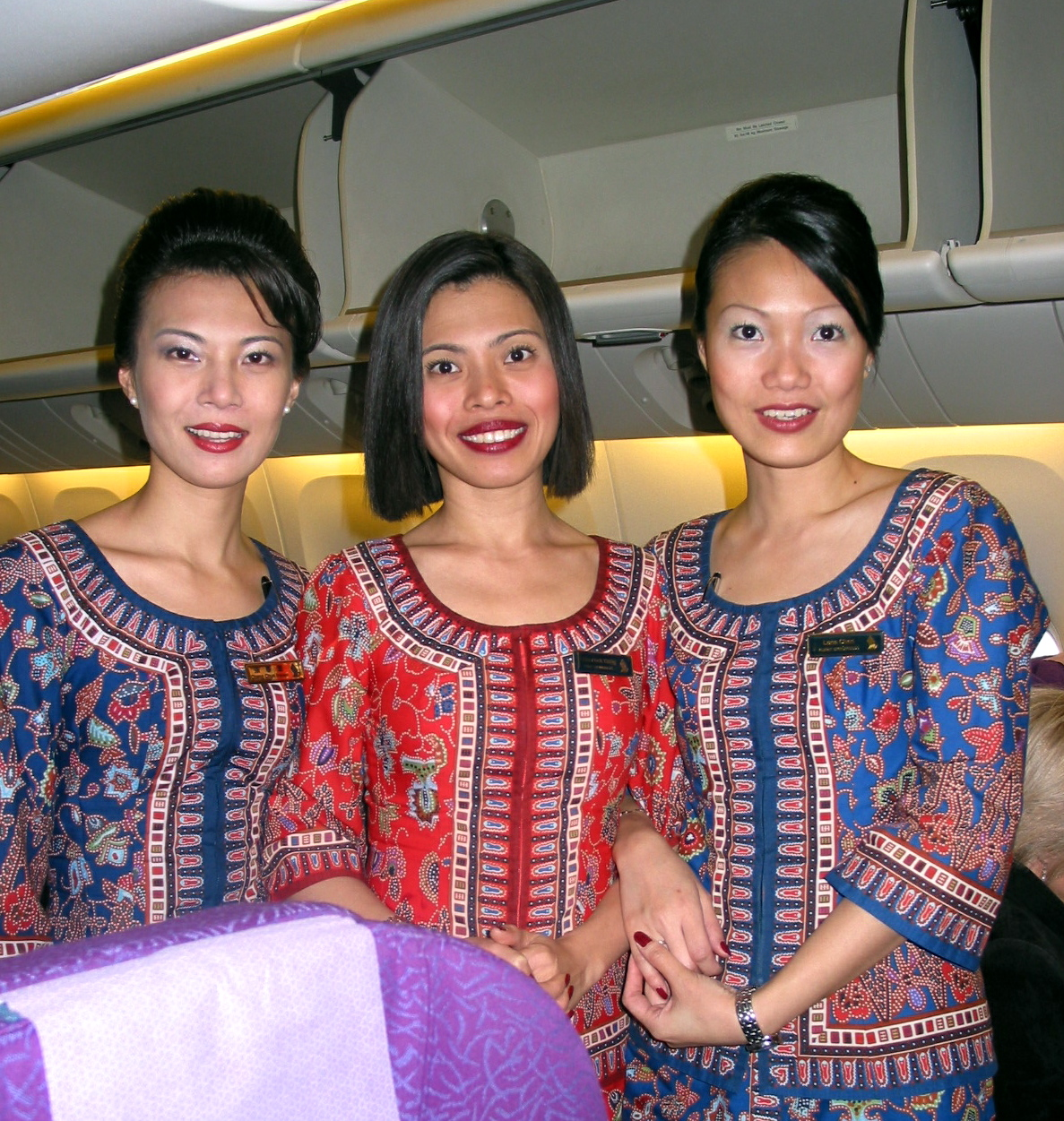
Stevardky singapurských aerolinek

- Starší 19 let (horní věková hranice obvykle neexistuje, závisí na společnosti)
- SŠ vzdělání s maturitou (nezávislé na oboru)
- Perfektní znalost anglického jazyka
- Dobrá znalost druhého jazyka (němčina, francouzština, italština, ruština, … nikoli slovenština, chorvatština apod.)
- Velmi dobrý zdravotní a duševní stav

## Průběh školení
Palubní průvodčí musí projít několika koly tzv. výběrového řízení. Celý proces pro školení může trvat od několika měsíců po tři roky. To závisí na potřebách společnosti.

### Průběh výběrového řízení
1. Konkurz (písemné testy angličtina, druhý jazyk, kontrola BMI)
2. Pohovor (ústní pohovor z jazyků, zájmu o zaměstnání apod.)
3. Zdravotní prohlídka (prováděna ÚLZ na náklady uchazeče, vyšetření je kompletní zdravotní, pohovor s psychologem, testy)
4. Kurz (školení jednotlivých oborů potřebných pro práci (zdravověda, angličtina, nauka o letadle, …))
5. Vyváděcí lety (první praktické lety)
6. Typové ohodnocení (získání licence na daný typ letadla, na základě této licence může palubní průvodčí konat svou práci na palubě daného letadla)

## Vedoucí kabiny

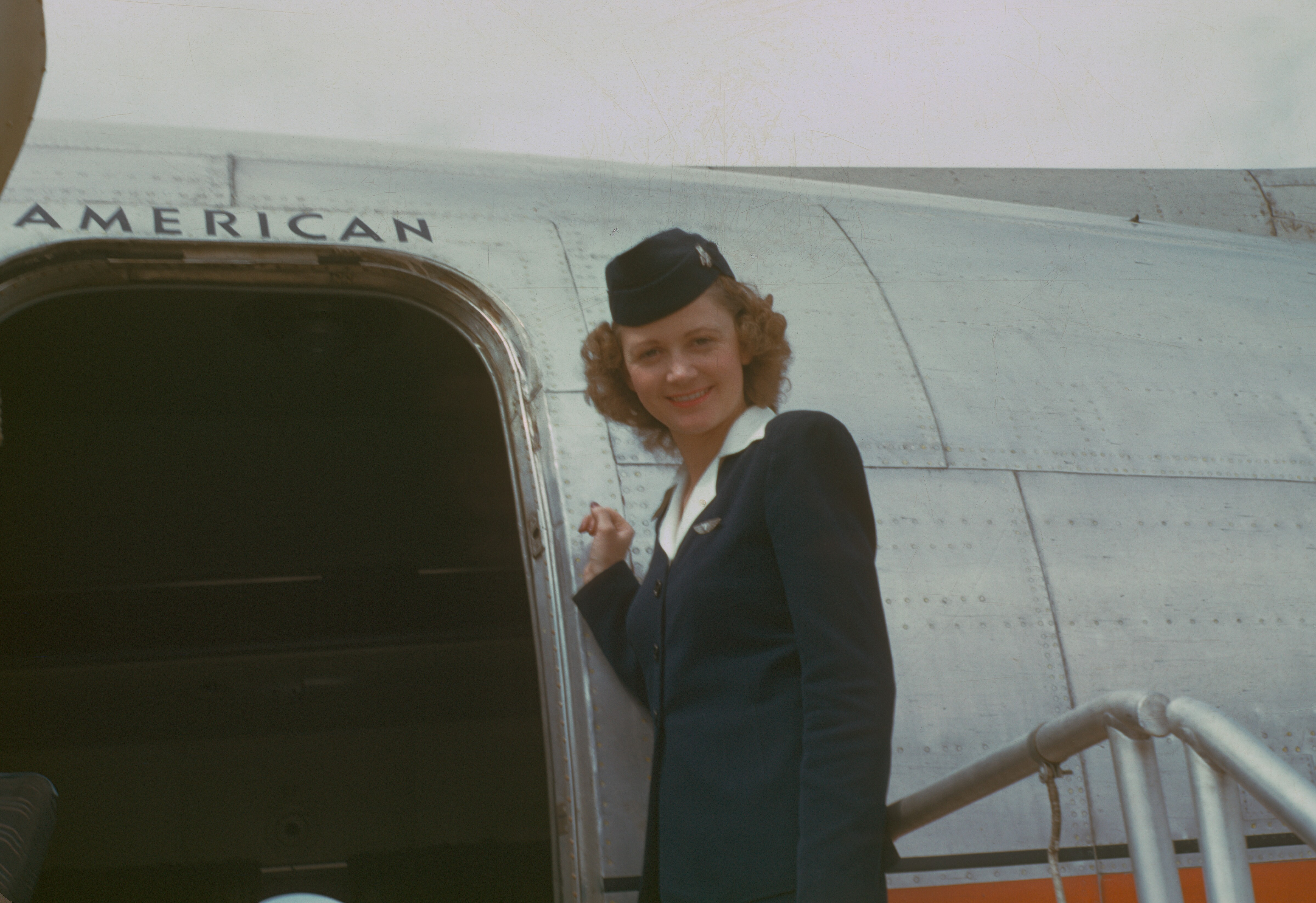
Stevardka okolo roku 1949 - 50

Vedoucí kabiny je nadřízený palubních průvodčí. Tato osoba odpovídá za dění na palubě letadla (tj. prostoru kde se pohybují cestující).

### Pracovní náplň
Pracovní náplň vedoucí kabiny je koordinovat činnost palubních průvodčí. To znamená:
- Vedení předletové přípravy palubního personálu (nikoli však výkonných letců)
- Organizace děje na palubě – tedy v prostoru cestujících (naplánování pohybu jednotlivých palubních průvodčí v předem určených částech letadla apod. )

Vedoucí kabiny nemá právo např.: vyloučit cestujícího z přepravy. Může však na základě svého úsudku upozornit kapitána letadla, který tuto pravomoc již má. Z pohledu cestujícího je vedoucí kabiny osoba, která se obvykle stará o různá hlášení (bezpečnost, poloha, informace). Povinností vedoucí kabiny není starat se o palubní servis.

### Požadavky na vedoucí kabiny
Vedoucí kabiny je v zásadě palubní průvodčí s určitou praxí. Stejně jako palubní průvodčí tak i vedoucí kabiny musí mít typové ohodnocení pro dané letadlo. Teoreticky je možné, aby např. vedoucí kabiny pro Airbus A320 byl zároveň palubní průvodčí pro Boeing 737. K této situaci ovšem obvykle nedochází z důvodů potřeb společností. Ostatní požadavky jsou stejné jako u palubních průvodčí.

## Inspektor (purser)
Purser je člověk starající se o dozor nebo školení palubního personálu. V letadle se účastní např. praktického školení palubních průvodčí, a to jak při vyváděcích letech, tak při typových hodnoceních. Inspektoři se již věnují širší pozemní aktivitě než palubní personál (kterého jsou zároveň součástí) – tj. např. školení palubních průvodčí.

### Požadavky na inspektory
Několikaletá praxe jako vedoucí kabiny. Např. v ČSA je purser vedoucí kabiny na Airbus A310 – což je nedálkové letadlo sloužící pro dálkové lety. Z toho plyne, že musí u společnosti pracovat více než tři roky (což je doba pro získání typového ohodnocení pro palubní průvodčí). Tyto podmínky nelze přesně specifikovat, protože jsou mimo jiné závislé na vnitřních předpisech dané společnosti.

## Vedoucí letky
Vedoucí letky je osoba, která odpovídá za jednotlivou skupinu palubních průvodčí (vedoucí kabiny a purserů). Tito lidé se již převážně věnují administrační činnosti kolem své skupiny…